# Zapadnoslavonski dijalekt
Zapadnoslavonski dijalekt je rubni kajkavski dijalekt koji je (gotovo) izumro pred turskim osvajanjima, a koji se nalazio oko Međurića i Kraljeve Velike u zapadnoj Slavoniji. Vjeruje se su da govori Hedešina i Homoka u Mađarskoj (okolica Šoprona) izišli iz tog dijalekta. U ta dva sela je prisutan sustav od 6 samoglasnika (uz uobičajenih hrvatskih 5, javlja se i ä) na naglašenim pozicijama te 4 (i, u, a i ä) u Hedešinu, odnosno 5 (i, u, a, ä i o) u Homoku, uz marginalno javljanje slogotvornog r, te ü i ö.